# Aschenbahn

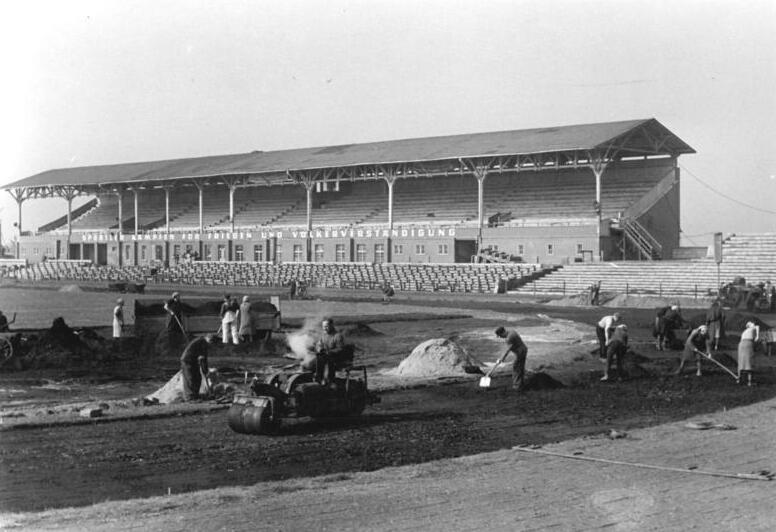
Präparierung einer Aschenbahn 1952

Mit Aschenbahn wird im allgemeinen Sprachgebrauch oft die standardmäßig 400 Meter umfassende ovale Laufbahn eines Leichtathletik-Stadions bezeichnet. Die Bezeichnung leitet sich vom ursprünglichen und auch heute noch weit verbreiteten Bodenbelag ab. Dieser besteht dabei aus einem Schotter- oder Schlackenbett mit einer festgewalzten Deckschicht aus einem Asche-, Buntsandstein- oder Sand-Gemisch.
Da die Leichtathletik in ihrer heutigen Form aus England kommt, sind die Maße der Aschenbahnen den englischen angepasst und entsprechend international normiert (statt 1/4 Meile= 402,336 m) 400 m, statt wie bei deutschen Turnplätzen 333,33 m (3 Runden = 1 km).
Im engeren Sinne bezeichnet man als Aschenbahn den Bodenbelag zur Unterscheidung von den moderneren Tartan-Belägen aus Kunststoff. Vor allem die älteren Tartanbahnen enthalten jedoch Quecksilber in Mengen, die als krebserregend gelten und dürfen daher nur unter größten Vorsichtsmaßnahmen entsorgt werden.
Obwohl das Bundesinstitut für Sportwissenschaft seit seiner Gründung 1970 einen Fachausschuss für Sportstätten hat, ist es diesem nicht gelungen, die Qualität der Beläge der Aschenbahnen in eine DIN-Norm zu bringen. So ist es durch Kupferschlacke (Kieselrot, Dioxin-Belastung) und Arsen immer wieder zu Schließungen von Sportplätzen aufgrund der Aschenbeläge gekommen.